# نبرد دینبورگ
نبرد دینبورگ (به لتونیایی: Kaujas pie Daugavpils)، (به لهستانی:  Bitwa pod Dyneburgiem) نبردی طی جنگ لهستان-شوروی است که طی آن قوای مشترک لهستان و لتونی با نام "عملیات زمستانی" تحت فرماندهی ژنرال‌های لهستانی به مواضع ارتش سرخ در دینبورگ یا دوگوپیلس در روزهای ۳ تا ۵ ژانویه ۱۹۲۰ حمله کردند.
در دسامبر سال ۱۹۱۹ میلادی لتونی و لهستان پیمان اتحادی را منعقد کردند که طی آن قرار شد لهستانی‌ها به نیروهای لتونی برای حمله به دینبورگ کمک کنند. ژنرال لهستانی ادوارد ریدز-اشمیگوی فرماندهی قوای مشترک که متشکل از دو لشکر پیاده نظام لهستانی و تعدادی نیروی لتونیایی و یک گروهان تانک بود را به عهده گرفت.
نبرد در شرایط بد آب و هوایی انجام گرفت، به صورتی که دمای منفی ۲۵ درجه سانتیگراد بود و بیش از یک متر برف در منطقه باریده بود. نیروهای لهستانی از روی رود یخ زده Dvina عبور کرده و به سمت دژ دینبورگ حمله کردند، پادگان نیروهای ارتش سرخ که توانایی مقاومت در برابر تهاجم را نداشت به سمت غرب عقب نشینی کرد و در نهایت تسلیم نیروهای لتونیایی شدند. در ۵ ژانویه ۱۹۲۰ کنترل شهر دینبورگ به لتونی واگذار شد و به همین واسطه پس از آن علی‌رغم نپیوستن لتونی به ادامه جنگ لهستان و شوروی، رابطه دولت‌های لتونی و لهستان همواره در سطح خوبی قرار داشت.